# Caracteres chinos
Los caracteres chinos, a veces llamados sinogramas (汉字/漢字, chino: hànzì, japonés: kanji, coreano: hanja; literalmente, ‘carácter han’), son un sistema de escritura de tipo logográfico y originalmente silábico, desarrollado por los chinos han en torno a la llanura del río Amarillo y adoptado por varias naciones de Asia Oriental (sinoesfera). Los sinogramas eran utilizados antiguamente por las naciones de Asia del Este para escribir textos en chino clásico, y posteriormente lo han sido en la escritura china y la japonesa, así como en la coreana, en la antigua escritura vietnamita y en otros idiomas.
Los caracteres chinos son morfosilábicos: cada uno corresponde a una sílaba pronunciada y aporta un significado elemental; esto no pasa por ejemplo en los kanjis del japonés. En chino moderno muchas palabras son bisilábicas o polisilábicas, y por tanto se escriben con dos o más sinogramas, y tienen un significado que no se deduce automáticamente de la suma de los sinogramas que las componen. Los cognados entre dialectos chinos tienen la misma escritura (el mismo sinograma) y significados similares pero suelen tener pronunciaciones diferentes.
Los sinogramas japoneses (kanji) se comportan como lexemas y la escritura se complementa con los silabarios japoneses. En japonés un sinograma tiene casi siempre varias pronunciaciones distintas, y cada una de estas puede tener varias sílabas. De otros idiomas nacionales, destaca el coreano (hanja), que los ha sustituido casi del todo por el alfabeto coreano, pero los siguen utilizando para desambiguar palabras homófonas, y el vietnamita (hán tự) que los ha sustituido completamente por un nuevo sistema de escritura, el alfabeto vietnamita, formado por letras latinas con diacríticos. En estos casos los sinogramas pueden representar solo el significado original chino con la pronunciación del idioma local, si bien la pronunciación también puede derivar del chino en el caso de palabras tomadas del chino. Las pronunciaciones extranjeras de caracteres chinos se conocen como sinoxénicas.

## Terminología
En chino reciben el nombre de «hànzì», en el que «zì» (en chino, 字) significa los propios caracteres y «hàn» (en chino tradicional, 漢; en chino simplificado, 汉) especifica al pueblo han, la etnia mayoritaria de la nación china, es decir, que significa literalmente «caracteres han». En otros idiomas de la Sinoesfera se conocen con la adaptación de la expresión china «hànzì» a la fonología local lo que resulta en las adaptaciones «kanji» (en japonés), «hanja» (en coreano) y «hán tự» (en vietnamita).
En idiomas europeos, además de con la expresión académica «caracteres chinos», son popularmente llamados «letras chinas», no obstante llamarlos «letras» es inexacto por dos motivos: primero, porque las letras representan un sonido simple pero los caracteres chinos suelen representar una sílaba completa y, segundo, porque las letras tienen escritura y pronunciación mientras que los caracteres chinos además de escritura y pronunciación tienen significado. A menudo también son denominados ideogramas o incluso pictogramas, pero de forma estricta estas denominaciones también son erróneas porque, como se explica en el apartado siguiente, solo una pequeña parte de los caracteres chinos representan gráficamente una idea («ideograma»); la mayoría de ellos lo que representan es una palabra (en griego «logo») del lenguaje, o más exactamente, un morfema, por lo que lo correcto es denominarlos «logogramas».

## Reglas de formación
Tradicionalmente los caracteres chinos son clasificados por sus estudiosos en seis tipos, división que por primera vez aparece en el diccionario Shuowen Jiezi del año 100 d. C., por obra de Xu Shen: Los sinogramas representan palabras del idioma por varios métodos.
| Pictogramas         | Ideograma simple   | Ideograma compuesto        | Préstamo                       | Fonosemántico                   | Cognados               |
| ------------------- | ------------------ | -------------------------- | ------------------------------ | ------------------------------- | ---------------------- |
| 象形字 Xiàngxíng zì | 指事字 Zhǐ shì zì  | 会意字 Huìyì zì            | 假借字 Jiǎjiè zì               | 形声字 Xíngshēng zì             | 转注字 Zhuǎnzhù zì     |
| 山 Montaña          | 木 本 Árbol → Raíz | 男 Fuerza + campo = Hombre | 北 Espalda (bei) → Norte (bei) | 化 花 Cambio (hua) → Flor (hua) | 考 老 Examinar / Viejo |

1. Caracteres pictográficos o pictogramas (象形 xiàngxíng): son los que representan gráficamente a un objeto; son los más fáciles de reconocer. Ejemplos lo constituyen 口 kǒu ‘boca’, 人 rén ‘hombre’, 日 rì ‘sol’  y 火 huǒ por ‘fuego’.
2. Caracteres indicativos o ideogramas simples (指事 zhǐshì): son símbolos que indican ciertos fenómenos y representaciones. Se emplean también para representar ideas abstractas. A esta categoría pertenecen caracteres como 上 shàng ‘arriba’ o 下 xià ‘abajo’. También lo es 本 běn ‘raíz’ u ‘origen’, carácter que se obtiene añadiéndole un trazo a 木 mù ‘árbol’ en su parte inferior, con lo cual se indica a sus raíces.
3. Caracteres asociativos o ideogramas compuestos (會意 huìyì): son los creados por la asociación de dos o más caracteres ideográficos. En este caso, cada carácter aporta un sema o unidad de sentido diferente, por lo que podrían denominarse caracteres de montaje sémico (lo cual seguiría el sentido de su nombre en chino, 會意 o ‘composición de significados’). Un ejemplo lo constituye el carácter 明 míng ‘brillante’, ensamblado a partir de 日 rì ‘sol’ y 月 yuè ‘luna’, los dos cuerpos celestes más brillantes visibles en el firmamento. O 鳴 míng ‘voz o chillido de un ave’, compuesto de 口 kǒu ‘boca’ y 鳥 niǎo ‘ave, pájaro’.
4. Caracteres rebús o préstamo fonético (假借 jiǎjiè): se da sobre todo en palabras homófonas, en la que una presta a la otra el carácter, añadiéndose a veces otro elemento para distinguir los significados. Un ejemplo clásico es el verbo 來 lái ‘venir', que se representa con el carácter que indicaba antiguamente un tipo de cebada, que también se pronunciaba lái. El principio del préstamo de carácter para transcribir algo de difícil representación, por ser un concepto abstracto, como ‘venir’, o también por ser una palabra extranjera, lo encontramos en la transcripción de vocablos foráneos. Un antiguo ejemplo es 葡萄 pútáo ‘uva’, otro más moderno es 布拉吉 bùlājí ‘vestido (de corte occidental)’, del ruso платье.
5. Caracteres fonosemánticos (形聲 xíngshēng): son los creados por la asociación de un carácter que aporta el elemento fonético y otro que añade la diferenciación semántica, llamado radical y que normalmente va hacia la izquierda. Este método de montaje fonosemántico fue el que disparó las posibilidades combinatorias de la escritura china, resultando en que la mayor parte de los caracteres chinos actuales son de este tipo. El principio funciona del siguiente modo: si tengo el carácter 媽 mā, sé que algo perteneciente a la categoría 女 nǚ ‘mujer’ se pronuncia como 馬 mǎ, siendo aquí irrelevante el sentido de ‘caballo’ de este último carácter. El significado de 媽 mā sería entonces ‘mamá’, empleándose también reduplicado, 媽媽 māma. La fórmula quedaría así: RADICAL (女 ‘mujer’) + FONÉTICO (馬 mǎ) = SER FEMENINO QUE SE PRONUNCIA [ma] → 媽 mā ‘mamá’.
6. Caracteres notativos o cognados: son aquellos en los que se ha ampliado el significado para abarcar otros conceptos semejantes.

## Historia

### Origen legendario
La tradición china atribuye la invención de los caracteres chinos al personaje legendario Cang Jie, ministro del mítico emperador Amarillo (Huang Di), quien habría inventado los caracteres inspirándose en las huellas de los pájaros.
Existen otras leyendas menos difundidas sobre el origen de los caracteres. Una de ellas, recogida en el Laozi sitúa el origen de los caracteres en un sistema de nudos en cuerdas. Otra leyenda señala a los  8 trigramas del Yijing, inventados por el sabio legendario Fu Xi, como precursores de los caracteres de la escritura china.
Algunas teorías superadas veían el origen de los caracteres chinos en las escrituras cuneiformes de la antigua Mesopotamia. Ahora ya se piensa en un origen independiente.

### Uso temprano de símbolos
En las últimas décadas, se han encontrado una serie de gráficos e imágenes inscritos en excavaciones neolíticas en China, incluidos Jiahu (c. 6500 a. C), Dadiwan y Damaidi del sexto milenio a. C. y Banpo (quinto milenio a. C). A menudo, estos hallazgos van acompañados de informes de los medios de comunicación que hacen retroceder miles de años los supuestos comienzos de la escritura china. Sin embargo, debido a que estas marcas ocurren individualmente, sin ningún contexto implícito, y se hacen de manera cruda y simple, Qiu Xigui concluyó que «no tenemos ninguna base para afirmar que constituían escritura ni hay razón para concluir que fueran ancestrales de los caracteres chinos de la dinastía Shang». Por otra parte, demuestran una historia de uso de señales en el valle del río Amarillo durante el Neolítico hasta el período Shang.

### Escritura en huesos oraculares

Escápula de buey con inscripción en hueso oracular.

La evidencia confirmada más antigua de la escritura china descubierta hasta ahora es el cuerpo de inscripciones talladas en vasijas de bronce y huesos oraculares de finales de la dinastía Shang (c. 1250-1050 a. C). El más antiguo de ellos data del año 1200 a. C. En 1899, piezas de estos huesos se vendían como «huesos de dragón» con fines medicinales, cuando los eruditos identificaron los símbolos en ellos como escritura china. En 1928, la fuente de los huesos se situó en una aldea cerca de Anyang en la provincia de Henan, que fue excavada por la Academia Sínica entre 1928 y 1937. Se han encontrado más de ciento cincuenta mil fragmentos.
Las inscripciones de huesos oraculares son registros de adivinaciones realizadas en comunicación con espíritus ancestrales reales. Los más cortos tienen solo unos pocos caracteres, mientras que los más largos tienen entre treinta y cuarenta caracteres. El rey Shang se comunicaba con sus antepasados sobre temas relacionados con la familia real, éxito militar, pronóstico del tiempo, sacrificios rituales y temas relacionados mediante escapulomancia, y las respuestas se registraban en el material de adivinación mismo.
La escritura en hueso es un sistema de escritura bien desarrollado, lo que sugiere que los orígenes de la escritura china pueden ser anteriores a finales del segundo milenio antes de Cristo. Aunque estas inscripciones adivinatorias son la evidencia más antigua de la escritura china ancestral, se cree ampliamente que esta se usó para muchos otros fines no oficiales, pero los materiales sobre los que se redactaron (probablemente madera y bambú) eran menos más duraderos que el hueso y la cáscara, por lo que desde entonces se han deteriorado.

### Edad de Bronce

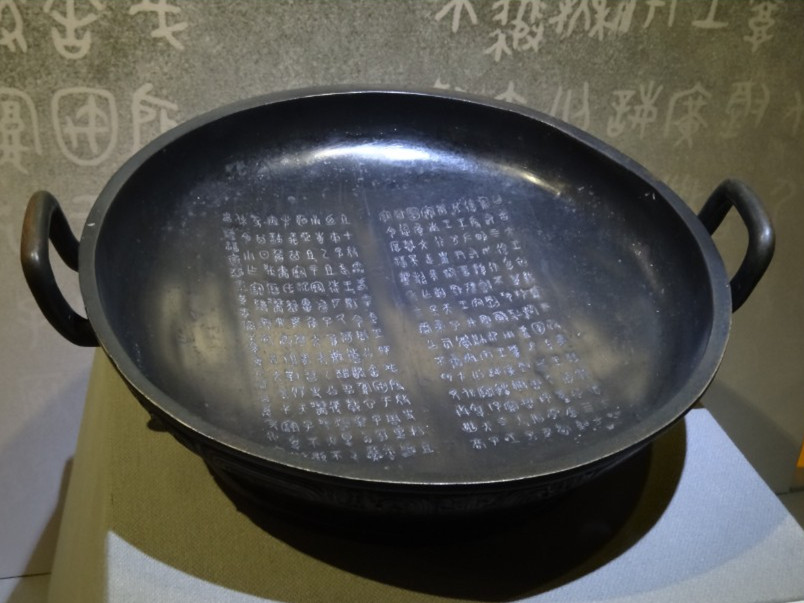
La sartén Shi Qiang, una palangana ritual de bronce que data de alrededor del. Largas inscripciones en la superficie describen los hechos y virtudes de los primeros siete reyes Zhou.

La imagen tradicional de una serie ordenada de escrituras, cada una inventada repentinamente y que desplaza completamente el sistema anterior, ha sido demostrada de manera concluyente como ficción por los hallazgos arqueológicos y la investigación académica de finales del siglo XX y principios del XXI. La evolución gradual y la coexistencia de dos o más tipos de caracteres fue el caso más frecuente. Ya en la dinastía Shang, la escritura en huesos oraculares coexistía como una forma simplificada junto con la escritura normal de los libros de bambú (conservados en las típicas inscripciones de bronce), así como las formas pictóricas extra elaboradas (a menudo emblemas de clanes) que se encuentran en muchos bronces.
Con base en los estudios de estas inscripciones de bronce, está claro que, desde la escritura de la dinastía Shang hasta la de Zhou Occidental y principios del Zhou Oriental, la escritura principal evolucionó de una manera lenta e ininterrumpida. Finalmente asumió la forma que ahora se conoce como sellos en la escritura del Zhou Oriental tardío en el estado Qin, sin ninguna línea clara de división. Mientras tanto, otras escrituras habían evolucionado, especialmente en las áreas del este y el sur durante la dinastía Zhou tardía, incluidas formas regionales, como el gǔwén (‘formas antiguas’) de los Reinos combatientes del este, conservados como formas variantes en el diccionario de caracteres de la dinastía Han, Shuowen Jiezi, así como formas decorativas como inscripciones en sello de pájaros y gusanos.

### Unificación
La escritura de sello, que había evolucionado lentamente en el estado de Qin durante la dinastía Zhou del Este, se estandarizó y se adoptó como el sistema formal para toda China en la dinastía Qin (lo que llevó a la idea errónea de que se inventó en ese momento), y todavía se usaba ampliamente para el grabado decorativo y los sellos en el período de la dinastía Han. Sin embargo, a pesar de la estandarización durante este periodo, más de un formato de escritura permaneció en uso en ese momento. Por ejemplo, un tipo de escritura común (vulgar) poco conocida, rectilínea y toscamente ejecutada había coexistido durante siglos con la escritura de sello más formal en el estado de Qin, y la popularidad de esta forma vulgar creció a medida que el uso de la escritura misma se hizo más generalizado. Para el período de los Reinos Combatientes, una forma inmadura de escritura clerical llamada «clerical temprano» o «proto-clerical» ya se había desarrollado en el estado de Qin basada en esta escritura vulgar, y también con la influencia de la escritura de sello. La coexistencia de las tres escrituras, sello, vulgar y proto-clerical (evolucionando gradualmente en las dinastías Qin hasta las primeras dinastías Han en forma de escritura clerical) va en contra de la creencia tradicional de que la dinastía Qin tenía una sola escritura y que el sistema clerical se inventó repentinamente a principios de la dinastía Han a partir de la escritura en sellos pequeños.

## Introducción
Uno de los rasgos más resaltantes es que el carácter suele coincidir con una sílaba que posee significado. Esta es probablemente la causa de la idea errónea de que el chino es una lengua monosilábica. En realidad, la mayor parte del léxico chino moderno se compone de palabras bisílabas, entendiendo como palabra una unidad léxica que se puede combinar libremente en una frase. En el chino clásico se utilizaban muchas más palabras monosilábicas pero, aun así, no se sabe de ningún estado de la lengua en que todas las palabras hayan sido monosilábicas. De hecho, existen términos bisílabos que se escriben con dos caracteres que solo pueden aparecer juntos, como por ejemplo gāngà (尷尬 /尴尬, ‘avergonzado’) o jǔyǔ (齟齬 /龃龉, ‘altercado’). En estos casos, ni tan siquiera sería posible un análisis semántico o etimológico como unión de dos morfemas.
Existen diversos criterios para clasificar los tipos de caracteres chinos. Lo más sencillo es dividirlos en tres categorías básicas
Los caracteres más antiguos son pictogramas, esto es, dibujos del concepto que representan. Por ejemplo:

El primer carácter, pronunciado rén en mandarín moderno, significa ‘persona’, y procede del dibujo de un perfil humano. Este carácter es una auténtica palabra monosilábica y se utiliza en chino moderno. El segundo ejemplo, pronunciado mù, significaba ‘árbol’ en la antigüedad, y representa, de manera estilizada, el tronco, la copa y las raíces del árbol. En chino moderno, este carácter ha pasado a significar ‘madera’, mientras que árbol se dice shù (樹 /树).
El segundo tipo de caracteres son los llamados ideogramas. En estos casos los pictogramas se combinan para sugerir ideas por asociación. Por ejemplo:

Estos dos ideogramas se basan en los pictogramas anteriores. El primero, pronunciado qiú, significa ‘prisionero’, significado sugerido por la imagen de una persona encerrada. En chino moderno, la palabra normal para decir prisionero es qiúfàn (囚犯), forma bisílaba que aún contiene este carácter. El segundo carácter de la imagen significa ‘bosque’, idea sugerida por la repetición del árbol. En este caso, el chino moderno también ha acabado dándonos una forma bisílaba: La palabra actual es sēnlín (森林), donde aparece también otro ideograma similar con tres árboles.
El tercer tipo de caracteres lo constituyen los logogramas. Este tipo abarca la inmensa mayoría de los caracteres chinos actuales. Consiste en la modificación de otro carácter con el que comparte pronunciación añadiéndole otro componente que lo distingue. El componente añadido es a menudo uno de los llamados radicales, que aporta una idea semántica respecto al tipo de significado representado por el nuevo carácter. Veamos dos ejemplos:

Estos dos logogramas están basados en los ideogramas anteriores, pero corresponden a palabras totalmente diferentes. En ambos caracteres se aprecian tres trazos a la izquierda. Estos trazos son conocidos como «tres gotas de agua», o «radical del agua», y proceden del pictograma que significa agua. Los caracteres que tienen estas tres gotas de agua suelen tener un significado relacionado con el agua o los líquidos. El primero, pronunciado qiú, se basa en el ideograma qiú por el mero hecho de que tiene la misma pronunciación. Su significado clásico es ‘nadar’ y se utiliza poco en chino moderno. Una palabra con este carácter es qiúdù (泅渡, ‘cruzar a nado’). El segundo carácter se pronuncia lín, y es por esa coincidencia fonética por la que se basa en el carácter del bosque. Las tres gotas de agua nos indican que se trata, sin embargo, de un término relacionado con el agua. Su significado es ‘empapar’. En chino moderno se puede utilizar como verbo monosílabo, o en algunas combinaciones bisílabas, como en la palabra línyù (淋浴, ‘ducha’).
Lo más probable es que en un estadio antiguo de la lengua estos logogramas empezaran escribiéndose con el mismo carácter cuyo sonido comparten, y que el añadido del radical se produjera posteriormente para clarificar el significado, de manera análoga, salvando las distancias, al uso que hacemos en castellano de la tilde para diferenciar monosílabos de significado diferente, como «si» y «sí», o «te» y «té».
El sistema de caracteres chinos no es, por lo tanto, un inventario de palabras monosilábicas, como a veces se dice, sino más bien una suerte de silabario inmenso con el que se representan los sonidos de las palabras de la lengua hablada[cita requerida].

## Aspectos relevantes de los caracteres chinos
- Los caracteres chinos (chino tradicional: 漢字, chino simplificado: 汉字, pinyin: hànzì) se emplean en la escritura del idioma chino (aunque se han difundido al japonés y coreano).
- Cada signo se refiere a la unidad mínima de significación (morfema).
- En el léxico de la gran mayoría de las palabras actuales son bisílabos compuestos por unión de dos monemas, que habitualmente tienen identidad y significación propias, por ejemplo 歡迎 (bienvenida).
- Hay inventariados unos cincuenta mil caracteres diferentes, de los que diez mil son utilizados en la lengua culta y tres mil en el lenguaje corriente.
- Pocos hanzi son ideogramas y desde tiempos antiguos los signos tienen valor fonético aunque estos signos no determinan exactamente el sonido y por lo tanto es muy difícil saber cómo deben ser pronunciados.
- La mayoría de caracteres están compuestos por un radical semántico (de significado más o menos común) y uno fonético, lo que aprovecha para ordenarlos en los diccionarios.
- Cada carácter es indivisible e invariable, pero por razones técnicas y de estudio se clasifican en simples y compuestos (según los trazos), ideográficos (sentido deducible de las partes) y fonético (si contienen alguna huelga indicación sobre la pronunciación).
- A lo largo de la historia se han utilizado diversos estilos de grafismo que se conservan todavía en el arte caligráfico tradicional: El primer estilo de escritura, surgido durante la dinastía Shang, se conoce como dàzhuànshū 大篆書, escritura del sello grande. Otros estilos son la escritura del sello pequeño (xiǎozhuànshū: 小篆書), la escritura clerical (lishu: 隸書), la escritura semicursiva (xingshu: 行書), y el estilo de hierba (cǎoshū: 草書).
- El estilo escrito o lengua literaria llamado wenyan, originado a partir del chino antiguo permite comprender los textos de cualquier época.
- El estilo baihua más cercano al lenguaje hablado y utilizado ya por el budismo, desplazó progresivamente a wenyan y lo sustituyó completamente con la reforma educativa de China del siglo XX.
- La forma tradicional de escribir era en vertical y de derecha a izquierda pero modernamente se hace en horizontal y de izquierda a derecha.
- A partir del 1956 el gobierno de la República Popular China simplificó los caracteres y adoptó oficialmente el año 1979 el sistema de transcripción pinyin. Singapur hizo lo mismo.
- El número de caracteres chinos que figuran en el diccionario Kangxi es de 47 035, aunque muchos son variantes inusuales acumuladas a lo largo de la historia. Estudios llevados a cabo en China, han demostrado que la plena alfabetización en idioma chino solo requiere conocer entre tres y cuatro mil caracteres.[17]

## Difusión
Los sinogramas nacieron en el idioma chino y por ello es en la escritura china donde tienen su naturaleza original. En China los caracteres han ido evolucionando aunque uno de los mayores cambios fue la introducción de los caracteres chinos simplificados en los que se reduce el número de trazos y se simplifican sus formas con el objetivo declarado de disminuir su complejidad y facilitar la difusión al pueblo llano, aunque han recibido muchas críticas.
En la República de China (llamada comúnmente Taiwán) así como en Hong Kong y Macao se siguen usando los sinogramas previos a la reforma, llamados caracteres chinos tradicionales.
Esta división no impide que la gente alfabetizada según la forma simplificada o tradicional sea capaz de reconocer la otra forma con un mínimo de estudio.

### Archipiélago de Japón
Dentro del proceso de consolidación del idioma japonés, a la par de un desarrollo de alfabeto silábico, se adoptó el sistema ideográfico chino para expresar la lengua. El uso de los kanji es una de las tres principales formas de escritura japonesa, los otros dos son hiragana y katakana, agrupados como kana.
Los kanji generalmente son utilizados para expresar solo conceptos, a diferencia de su uso en el chino, donde pueden ser también utilizados en su carácter fonético. A un kanji corresponde un significado y se usa como determinante de la raíz de la palabra; las derivaciones, conjugaciones y accidentes se expresan mediante el uso de kana (en especial de hiragana) con el nombre de okurigana. De esta forma conviven tanto el sistema de escritura autóctono (pero derivado de la misma escritura han) y el sistema importado.

### Península de Corea
Hanja (Hangul: 한자; Hanja: 漢字; literalmente: ‘caracteres Han’), o Hanmun (한문; 漢文), a veces traducido como caracteres sinocoreanos, es el nombre que reciben los caracteres chinos (Hanzi) en coreano, pero, de forma más específica, se refiere a aquellos caracteres que los coreanos tomaron prestados e incorporaron a su idioma, cambiando su pronunciación. Al contrario que los caracteres kanji japoneses, algunos de los cuales han sido simplificados, casi todos los hanja son idénticos a los hanzi del chino tradicional, aunque algunos difieren un poco de la forma tradicional.
Hoy en día, el Hanja no es usado para escribir palabras de origen nativo, ni palabras de origen chino. 

### Vietnam
Hán tự (漢字, pronunciado: [hǎːn tɨ̂ˀ] ) o chữ Nho (𡨸儒, [cɨ̌ ɲɔ], ‘escritura de los eruditos confucianos’) son los términos vietnamitas para los sinogramas, cuando eran utilizados para escribir en chino clásico, usado en el Vietnam imperial para los escritos formales y que son indiferenciados de obras en chino clásico escritas en China, Corea o Japón.
En contraste el chữ Nôm ( 字喃/𡨸喃/𡦂喃, pronunciado: [cɨ̌ˀnom]) también utilizaba sinogramas pero para escribir en idioma vietnamita. Los primeros ejemplos datan del siglo XIII y eran usados casi exclusivamente por la élite del país, sobre todo para escribir literatura vietnamita (los textos formales solían ser escritos en chino clásico). Actualmente ha sido sustituida por el quốc ngữ, una escritura basada en el alfabeto latino.